# Abrus precatorius
L'abro (Abrus precatorius L.) è un arbusto della famiglia delle Fabacee (o Leguminose) diffuso nei paesi tropicali.
La pianta è nota soprattutto per i suoi semi, utilizzati come perline e negli strumenti a percussione, che sono tossici a causa della presenza di abrina. L'ingestione di un singolo seme, ben masticato, può essere fatale sia per gli adulti che per i bambini. La pianta è originaria dell'Asia e dell'Australia. Ha la tendenza a diventare una pianta infestante e invasiva nei luoghi in cui è stata introdotta.

## Descrizione

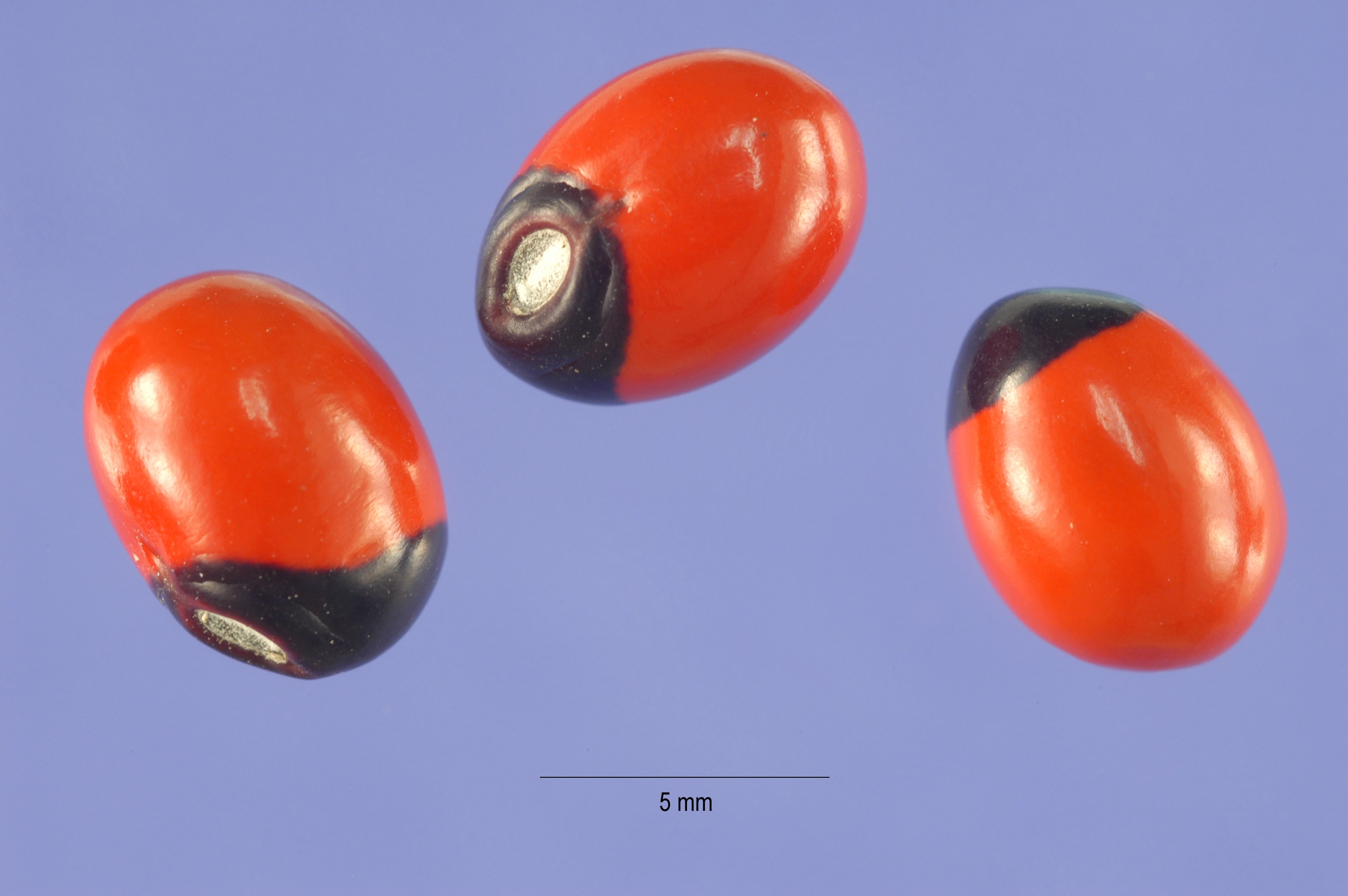
I semi dell'A. precatorius contengono una sostanza tossica, l'abrina

È un legume con lunghe foglie e con semi rossi e duri. I semi contengono una sostanza molto tossica (l'abrina, 75 mg/100g di seme), composta in realtà da quattro isotossine (abrina a, b, c e d). Sebbene siano talvolta utilizzati come perle per collane o per costituire strumenti musicali a percussione, ciò è poco raccomandabile a causa dell'elevata tossicità.

## Distribuzione e habitat
L'areale di questa specie comprende la fascia tropicale e subtropicale di Africa, Asia e Australia. È stata introdotta dall'uomo anche nella ecozona neotropicale.

## Usi
I semi di abro sono molto apprezzati nella gioielleria locale per la loro colorazione brillante. La maggior parte dei semi sono neri e rossi, ricordando le coccinelle, ma ne esistono anche di altri colori. Si dice che creare gioielli con i semi di abro sia piuttosto rischioso. Ci sono continue segnalazioni secondo cui i lavoratori che perforano i semi per crearne collane possano essere avvelenati o addirittura morire a causa di una puntura di spillo, ma sembrano esserci poche prove. Una ricerca online ha trovato 265 articoli scientifici che fanno riferimento ad Abrus precatorius, ma nessuno di questi trattava di avvelenamento professionale.
Dal seme dell'abro deriva l'unità di misura indiana del peso detta ratti.

## Tossicità
La tossina abrina è un dimero costituito da due subunità proteiche, denominate A e B. La catena B facilita l'ingresso dell'abrina in una cellula legandosi a determinate proteine di trasporto sulle membrane cellulari, che poi trasportano la tossina nella cellula. Una volta all'interno della cellula, la catena A impedisce la sintesi proteica inattivando l'RNA 28S del ribosoma. Una molecola di abrina può inattivare fino a 1.500 ribosomi al secondo.
I sintomi sono identici a quelli della ricina, tranne per il fatto che l'abrina è più tossica di quasi due ordini di grandezza; la dose fatale di abrina è circa 1/75 di quella fatale di ricina (sebbene l'abrina nei semi ingeriti venga assorbita molto più lentamente della ricina del ricino se i semi vengono masticati e il rivestimento penetrato, lasciando il tempo per tentativi di salvataggio di successo almeno in alcuni casi.) L'abrina ha una DL50 di soli 0,56 μg/kg nei topi e si riporta una dose tossica negli esseri umani pari allo 0,00015% del peso corporeo. L'ingestione di semi intatti può non dare origine a risultati clinici, poiché possono passare indigeriti attraverso il tratto gastrointestinale a causa del loro guscio duro.
I sintomi dell'avvelenamento includono nausea, vomito, convulsioni, insufficienza epatica e morte, di solito dopo diversi giorni.